# Кімберлі Кутс
Кімберлі Кутс (англ. Kimberly Couts; нар. 9 травня 1989) — колишня американська тенісистка.
Найвищу одиночну позицію світового рейтингу — 259 місце досягла 20 квітня, 2009, парну — 157 місце — 12 липня, 2010 року.
Здобула 1 одиночний та 6 парних титулів туру ITF.
Завершила кар'єру 2012 року.

## Фінали ITF
| Турніри $50,000 |
| Турніри $25,000 |
| Турніри $10,000 |

### Одиночний розряд: 1 (1–0)
| Результат | Ранг | Дата          | Турнір             | Покриття | Суперниця      | Рахунок     |
| --------- | ---- | ------------- | ------------------ | -------- | -------------- | ----------- |
| Перемога  | 1.   | 29 липня 2007 | ITF Евансвілл, США | Тверде   | Гелена Бешович | 7–6(3), 7–5 |

### Парний розряд: 14 (6–8)
| Результат | Ранг | Дата             | Турнір                  | Покриття | Партнерка        | Суперниці                                       | Рахунок              |
| --------- | ---- | ---------------- | ----------------------- | -------- | ---------------- | ----------------------------------------------- | -------------------- |
| Поразка   | 1.   | 29 травня 2007   | ITF Х'юстон, США        | Тверде   | Крістіна Макгейл | Гелена Бешович Ніна Мунх-Сеґор                  | 6–7(2), 5–7          |
| Поразка   | 2.   | 28 квітня 2008   | ITF Шарлотсвілл, США    | Ґрунт    | Анна Татішвілі   | Ракел Атаво Абігейл Спірс                       | 1–6, 3–6             |
| Перемога  | 3.   | 12 травня 2008   | ITF Ролі, США           | Ґрунт    | Анна Татішвілі   | Штефанія Боффа Ніколь Роттманн                  | 6–3, 6–4             |
| Поразка   | 4.   | 26 травня 2008   | ITF Карсон, США         | Ґрунт    | Анна Татішвілі   | Романа Теджакусума Сторі Твіді-Єйтс             | 6–7(10), 6–4, [7–10] |
| Перемога  | 5.   | 21 липня 2008    | ITF Лексінгтон, США     | Тверде   | Чжань Цзіньвей   | Мелані Уден Ліндсей Лі-Вотерс                   | 2–6, 6–3 [10–8]      |
| Поразка   | 6.   | 18 січня 2009    | ITF Бока-Ратон, США     | Ґрунт    | Шерон Фічмен     | Аліна Жидкова Дар'я Кустова                     | 4–6, 2–6             |
| Перемога  | 7.   | 24 січня 2009    | ITF Лутц, США           | Ґрунт    | Шерон Фічмен     | Сторі Твіді-Єйтс Машона Вашінгтон               | 6–4, 7–5             |
| Поразка   | 8.   | 12 липня 2009    | ITF Грейпвайн, США      | Тверде   | Валері Тетро     | Ліндсі Лі-Вотерс Різа Заламеда                  | 6–7(5), 3–6          |
| Поразка   | 9.   | 28 вересня 2009  | ITF Лас-Вегас, США      | Тверде   | Ліндсі Лі-Вотерс | Аніко Капрош Агустіна Лепоре                    | 2–6, 5–7             |
| Перемога  | 10.  | 1 листопада 2009 | ITF Баямон, Пуерто-Рико | Тверде   | Гейді Ель Табах  | Марія Фернанда Альварес Теран Карен Кастібланко | 6–3, 6–1             |
| Перемога  | 11.  | 27 червня 2010   | ITF Бостон, США         | Тверде   | Тетяна Лужанська | Ліндсей Лі-Вотерс Меган Мултон-Леві             | 6–4, 3–6, [10–8]     |
| Поразка   | 12.  | 5 липня 2010     | ITF Грейпвайн, США      | Тверде   | Лужанська Тетяна | Ліндсі Лі-Вотерс Меган Мултон-Леві              | 2–6, 5–7             |
| Перемога  | 13.  | 13 березня 2011  | ITF Клірвотер, США      | Тверде   | Ліга Декмеєре    | Гейді Ель Табах Родіонова Аріна Іванівна        | 6–1, 6–4             |
| Поразка   | 14.  | 2 квітня 2011    | ITF Пелам, США          | Ґрунт    | Гейді Ель Табах  | Ліга Декмеєре Марі-Ев Пеллетьє                  | 6–2, 4–6, [10–12]    |